# Jeremiah Horrocks
Jeremiah Horrocks (latinizirano Horrox, tudi Horrock), angleški astronom  in matematik, * 1618, Toxteth Park pri Liverpoolu, sedaj v Merseysideu, grofija Lancashire, Anglija, † 3. januar 1641, Toxteth Park.

## Življenje in delo
Njegov oče je imel malo kmetijo. Od leta 1639 je Horrocks služboval kot kalvinistični kurat v Hoolu v grofiji Lancashire, v prostem času pa se je temeljito ukvarjal z astronomijo. Pred tem pa je nekaj časa študiral v Cambridgeu, vendar zaradi pomanjkanja študija ni dokončal in se je praktično učil sam. Tu se je spoznal z deli Keplerja, de Braheja in drugih.
V svojem kratkem 22-letnem življenju je naredil osupljivo veliko, čeprav je bil ves čas na robu preživetja. Popravil je Keplerjeve Rudolfove tabele (Tabulae Rudolphinae) iz leta 1627 glede prehoda Venere preko Sončeve ploskve in napovedal, da se bo to zgodilo okoli 3:00 popoldan 4. decembra (24. november po julijanskem koledarju) 1639. Bil je prepričan, da so bile Lansbergove tabele Tabulae motum coelestium nenatančne, saj niso upoštevale eliptičnih tirov, katere je uvajal Kepler. Tedaj je bila nedelja in ravno je še prišel iz cerkve, da je lahko kot prvi na svojem domu v Much Hoolu pri Prestonu opazoval Venerin prehod preko ploskve na projicirani sliki Sonca, velikosti 6 palcev (152 mm), skozi 1½ palčni (38 mm) refraktor. Venera se je dotaknila Sončeve ploskve ob 3:15. Uspelo mu je izmeriti njene tri položaje ob 3:15, 3:35 in 3:45.
S svojim opazovanjem je lahko ocenil velikost Venere in njeno tirno hitrost. Menil je, da bi z opazovanjem prehoda iz različnih observatorijev lahko ugotovili paralakso, s katero bi izračunali oddaljenost Venere od Zemlje in z njo obseg Osončja. To so pozneje s Halleyevim postopkom leta 1761 in 1769 tudi storili, vendar takrat izračunani paralaksi še nista dala zadovoljivih vrednosti astronomske enote. Horrocks je izračunal oddaljenost do Venere na 95.000.000 km (59.000.000 milj) kar je bilo sicer malo manj kot polovico premajhna vrednost od današnje 150 · 109, vendar do njegovega časa sploh najbolj natančna. Njegove rezultate opazovanja so objavili šele 25 let po njegovi smrti leta 1666.
Bil je prvi astronom, ki se je z vsem srcem oklenil Keplerjevih eliptičnih tirov planetov. Z opazovanjem gibanja Lune je dopolnil Keplerjevo delo, ko je dokazal, da se Luna vrti okoli Zemlje v enem od gorišč elipse. Njegov dosežek je izpopolnil Keplerjevo teorijo za določitev tira edinega znanega nebesnega telesa, ki se je upiralo Keplerjevim prizadevanjem. Horrocksu se je zdelo, da bi utegnile nekatere nepravilnosti Luninega gibanja posledica Sončevega vpliva. Preračunal je nepravilnosti Lunine, Jupitrove in Saturnove poti. Videl je, da Jupiter in Saturn nemara vplivata drug na drugega. To je bila napoved splošnega gravitacijskega zakona, ki ga je generacijo po njegovi prezgodnji smrti razvil Newton.
Poleti 1640 se je vrnil v Toxteth in napisal Venera pri prehodu prek Sonca (Venus in sub Sole Visa). Začel je pisati novo razpravo o velikosti Osončja, vendar je nenadoma umrl. Eno kopijo Horrocksovega rokopisa o prehodu Venere je leta 1661 dobil Huygens. Posredoval jo je naprej Hevelu, ki jo je objavil na svoje stroške naslednje leto 1662.
Angleži lahko Horrocksa s ponosom smatrajo kot svojega prvega astrofizika.

## Priznanja
Poimenovanja
Po njem se imenuje krater Horrocks na Luni in steroid glavnega pasu 3078 Horrocks.